# Robert Ibels
Robert Ibels, né le 11 février 1895 dans le 17e arrondissement de Paris et mort pour la France à la Côte du Poivre près de Verdun dans le département de la Meuse le 19 août 1917, est un poète français du XXe siècle. Son nom est inscrit au Panthéon parmi les 560 écrivains morts au combat pendant la Première Guerre mondiale.

## Biographie
Robert André Ibels, né au no 4 rue Tarbé le 11 février 1895 à Paris, est le fils de l'illustrateur Henri-Gabriel Ibels (1867-1936) et de Ida Eugénie Delaporte (1867-1954). 
La famille habite Poissy où son père est conseiller municipal, Robert y est scolarisé et passe le certificat d'études primaires en 1906. Attiré par les études artistiques, il est classé premier au concours d'entrée à l'École Estienne et y devient étudiant avant le début de la Première Guerre mondiale. 
D'abord incorporé en décembre 1914 au 121e régiment d'infanterie, il passe au 411e régiment d'infanterie nouvellement créé en mars 1915 avec les jeunes soldats de la classe 1915. Parti simple soldat, il gravit les échelons dans son régiment : nommé caporal en avril 1915, caporal fourrier en juin, sergent fourrier en janvier 1916, il est promu sous-lieutenant à la 9e compagnie en mars 1916. 
Il écrit des textes poétiques sur la vie des tranchées sous le pseudonyme Teddy, notamment pour l'hebdomadaire illustré L'Anti-boche. 
Blessé d'une plaie profonde à jambe en juin 1916, il est cité à l'ordre de l'armée en février 1917 : « un de ses hommes avant été tué à quelques pas d'un poste allemand, et la patrouille dont cet homme faisait partie ne parvenant pas à le ramener en raison du feu intense de l'ennemi, y est allé lui-même et a réussi, malgré les plus grandes difficultés et au prix des plus grands dangers, à ramener le corps jusqu'à la tranchée française. Officier très brave, payant toujours de sa personne et donnant le plus bel exemple ». 
Robert Ibels est tué par un obus à la Côte du poivre le 19 août 1917, et est inhumé à la nécropole nationale de Verdun - Glorieux (tombe no 1063).
La citation qui accompagne sa citation à l'ordre de la Légion d'honneur en précise les circonstances : « Vaillant officier. Blessé mortellement par obus, le 19 août 1917, dans la parallèle de départ du ravin de Vacherauville avant l'attaque de la côte 344, alors qu'il adressait à ses hommes les dernières recommandations ».

## Œuvres principales
- Robert Ibels n'a laissé que des poèmes inédits écrits au front dont Fusées[10], publié de manière posthume et mis en musique en 2017 pour célébrer le centenaire de la bataille du Chemin des Dames[11].

La tranchée s’est drapée du linceul des ténèbres.

Pas une étoile au ciel. Le vent hurle à la mort.

Son chant semble l’écho de cent appels funèbres.

Le canon gronde au loin. Je suis seul et tout dort.

Eblouissant épi soudain jailli de l’ombre,

Une fusée s’élance et monte dans la nuit.

Elle éclaire un instant les cadavres sans nombre,

Retombe lentement et meurt sans aucun bruit.

Comme elle ma pensée parfois monte, rapide,

Vers la nuit du Passé, qui s’éclaire, livide,

Sur le corps douloureux des anciens souvenirs.

Vers les champs de l’oubli, où dorment pour toujours

Nos rêves envolés, nos espoirs, nos amours,

Que de fusées s’en vont sous forme de soupirs !

(12 août 1916)

## Distinctions
- Chevalier de la Légion d'honneur, à titre posthume par arrêté du 11 septembre 1919[12]
- Croix de guerre 1914–1918, palme de bronze

## Hommages
- Le nom de Robert Ibels est inscrit au Panthéon dans la liste des 560 écrivains morts pour la France[13].
- Son nom figure dans sur les plaques commémoratives du lycée Lavoisier, de l'école Estienne et du monument aux Parisiens morts pendant la Première Guerre à Paris.